# (8078) Carolejordan
(8078) Carolejordan (1986 RS2) – planetoida z pasa głównego asteroid okrążająca Słońce w ciągu 3,77 lat w średniej odległości 2,42 au. Odkryta 6 września 1986 roku.